# مونتي فولتوري
جبل فولتوري (بالإيطالية: Monte Vulture) هو بركان خامد يقع 56 كيلومترا إلى الشمال من مدينة بوتنسا في إقليم بازيليكاتا في إيطاليا. أعطى الجبل اسمه للمنطقة كونه معلمًا بارزًا فيها لتصبح منطقة فولتوري وهي أهم منطقة كروم في بازيليكاتا تنتج نبيذ أليانيكو ديل فولتوري.